# Адіпаті
Адіпаті (яван. adipati — пан, володар) — один з найвищих титулів феодальної ієрархії в середньовічних державах Індонезії: Маджапагіті, Матарамі та інших. Зазвичай титул надавався спадкоємцю престолу. Адіпаті був намісником раджі в прибережних районах на Суматрі, Яві та Мадурі.